# Ель-Фарванія (місто)
Ель-Фарванія (араб. حولي) — столиця провінції (мухафаза) Ель-Фарванія, один із 16 районів провінції, частину Ель-Кувейтської агломерації, великий фінансовий центр. 3-й за населенням район Кувейту і один з найбільших передмість Ель-Кувейту. Площа — 4,69 км². Населення — 253 054 осіб (2015 рік).
Розташований на крайній півночі провінції, за декілька кілометрів від столиці країни та за 5 км від узбережжя Перської затоки.
У період 2010—2015 роки зростання населення склало +5,46 %/рік.
У місті знаходиться стадіон «Фарванія» — домашня арена клубу «Ат-Тадамун».

## Клімат
| Кліматограма Ель-Фарванії                                                                      | Кліматограма Ель-Фарванії | Кліматограма Ель-Фарванії | Кліматограма Ель-Фарванії | Кліматограма Ель-Фарванії | Кліматограма Ель-Фарванії | Кліматограма Ель-Фарванії | Кліматограма Ель-Фарванії | Кліматограма Ель-Фарванії | Кліматограма Ель-Фарванії | Кліматограма Ель-Фарванії | Кліматограма Ель-Фарванії |
| ---------------------------------------------------------------------------------------------- | ------------------------- | ------------------------- | ------------------------- | ------------------------- | ------------------------- | ------------------------- | ------------------------- | ------------------------- | ------------------------- | ------------------------- | ------------------------- |
| С                                                                                              | Л                         | Б                         | К                         | Т                         | Ч                         | Л                         | С                         | В                         | Ж                         | Л                         | Г                         |
| 42 17 8                                                                                        | 11 23 10                  | 5 30 15                   | 8 34 19                   | 8 40 26                   | 1 45 31                   | 1 45 33                   | 1 45 34                   | 1 45 30                   | 2 38 24                   | 65 29 16                  | 18 19 11                  |
| Середня макс. і мін. температури повітря (°C) Атмосферні опади (мм), за рік : 163 мм. Джерело: |                           |                           |                           |                           |                           |                           |                           |                           |                           |                           |                           |